# NGC 2553
NGC 2553 ist eine Linsenförmige Galaxie vom Hubble-Typ S0 im Sternbild Krebs auf der Ekliptik. Sie ist schätzungsweise 205 Millionen Lichtjahre von der Milchstraße entfernt und hat einen Durchmesser von etwa 105.000 Lichtjahren.

Im selben Himmelsareal befinden sich die Galaxien NGC 2556, NGC 2558, NGC 2560, IC 2253.
Das Objekt wurde am 17. Februar 1865 vom deutschen Astronomen Albert Marth entdeckt.